# Kijevska Rusija
Kijevska Rusija (ukrajinsko Ки́ївська Русь, rusko Ки́евская Русь, belorusko Кіеўская Русь, starogrško Ῥωσία), v času obstoja imenovana Ruska zemlja oz. samo Rus' (starovzhodnoslovansko Ро́усьскаѧ землѧ́), kasneje tudi Rutenija (latinsko Rut(h)enia), je bila srednjeveška vzhodnoslovanska država, ki je nastala leta 882 in je obstajala do sredine 13. stoletja. Skupaj so jo ustanovili predniki današnje ukrajinske nacije, knezi kijevske rodbine Poljani in skandinavski trgovci Varjagi, imenovani Rusini, Ruteni ali Rusiči. Prestolnica države je bil Kijev, sicer glavno mesto današnje Ukrajine. Kijevska Rusija velja za skupno prednico treh sodobnih vzhodnoslovanskih narodov: Belorusov, Rusov in Ukrajincev, čeprav hočejo sodobni zgodovinarji vseh treh narodov zgodovino te srednjeveške države pripisati sebi.
Kijevska Rusija je doživela svojo zlato dobo med vladanjem Vladimirja Velikega (980–1015) in njegovega sina Jaroslava I. Modrega (1019–1054). Med njunim vladanjem so sprejeli krščanstvo in prvi slovanski pisani pravni kodeks Ruska pravda (Правда роусьскаꙗ, Pravda Rusĭskaya). Prvi vladarji Kijevske Rusije so bili zelo verjetno pripadniki skandinavske vojaške elite, ki je vladala množici slovanskih podložnikov. Skandinavci so se postopoma asimilirali med slovansko prebivalstvo, tako da je tretji znani vladar, Rurikov vnuk Svjatoslav I., že imel slovansko ime. 
Bizantinski zgodovinar Mihael Psel je trdil, da so Skandinavci vladali najmanj do sredine 11. stoletja. Moč države je zaradi propadanja Bizantinskega cesarstva začela usihati. Trgovske poti so presahnile, državo pa so dokončno uničili Mongoli leta 1240.

## Ime
Čeprav je v slovenščini uporabljena identična beseda današnji Rusiji in Rusom, v kontekstu Kijevske Rusije ne moremo govoriti o isti državi in ljudeh. Ime Rus so šele stoletja kasneje prevzeli sodobni Belorusi in Rusi.
Ime Kijevska Rusija je sodobnega izvora in je delo ruskih zgodovinarjev v 19. stoletju. Med samim obstojem države je bila poznana kot dežela Rusov, Ruska zemlja ali pa samo Rus' (starovzhodnoslovansko ро́усьскаѧ землѧ́, latinizirano: rusĭskaę zemlę) oz. kasneje kot Rutenija. 
Obstaja več teorij izvora imena Rus. Prevladujoča teorija je, da izvira iz skupnega prednika skandinavskih jezikov, kjer rods označuje ljudi, ki veslajo - veslanje je bil glavni način potovanja po rekah vzhodne Evrope. Izvor bi bil lahko tudi povezan z obalnim območjem na Švedskem Roslagen (oz. včasih Roden). V finščini in estonščini je z enako teorijo pojasnen izvor njihove besede za Švede (ruotsi in rootsi). Ob prihodu Varjagov je bila beseda Rus povezana z njimi in ozemlji v okolici Dnepra, ki so jih nadzirali.(str.697)

## Zgodnja zgodovina
Po mnenju nekaterih zgodovinarjev so se severna plemena začela v zgodnjem 9. stoletju združevati v ohlapni kaganat, ki je nekakšen predhodnik Kijevske Rusije. Najstarejša kronika Kijevske Rusije Zgodovina minulih let (starovzhodnoslovansko: Повѣсть времяньныхъ лѣтъ), imenovana tudi Nestorjeva kronika, pravi, da je bil Varjag (Viking) z imenom Rurik (ali Rjurik) okrog leta 860 v Novgorodu izvoljen za vladarja več slovanskih in finskih plemen, potem pa je odšel na jug in razširil svojo oblast do Kijeva, glavnega mesta današnje Ukrajine. 
Zgodovina minulih let o tem pravi:
Leto 6367 (859): Varjagi z druge strani morja so pobirali davke od Čudov, Slovanov, Merjanov, Vepsov, Krivičev...
Leto 6370 (852): Varjage so [omenjena plemena] pregnali nazaj čez morje, jim prenehali plačevati davke in si začeli vladati sami. Toda med njimi je vladalo brezzakonje in pleme se je dvignilo proti drugemu plemenu. Nesoglasja so prerasla v vojne, zato so si nazadnje rekli: "Poiščimo kneza, ki nam bo vladal in sodil po naših običajih". In so odšli čez morje do Varjagov. Ti Varjagi so se imenovali Rusini, tako kot so se nekateri imenovali Švedi, drugi pa Normani, Angli in Goti (Gotlandci). Čudi, Slovani, Merjani, Vepsi in Kriviči so Rusinom dejali: »Naša dežela je velika in bogata, toda v njej ni reda. Zato pridite in nam vladajte kot knezi«. Odzvali so se trije bratje s svojimi sorodniki in s seboj pripeljali vse Rusine.
Varjagi so se najprej naselili v Ladogi, potem pa so se preselili proti jugu v Novgorod in nazadnje v Kijev. 
Kijevsko Rusijo je okrog leta 880 na podlagi zavezništva s Poljaki ustanovil knez Oleg Novgorodski, potem ko je leta 878 ubil prva varjaška vojskovodja Askolda in Dira. V naslednjih 35 letih je Oleg podjarmil številna vzhodnoslovanska in finska plemena. Leta 907 je napadel Konstantinopel in leta 911 kot enakopraven partner podpisal trgovsko pogodbo z Bizantinskim cesarstvom. Nova kijevska država je uspevala zaradi obsežnega izvoza krzna, čebeljega voska in medu in zaradi obvladovanja glavnih trgovskih poti v Vzhodni Evropi. Najpomembnejše so bile Volška trgovska pot od Baltika do Orienta, dneprska trgovska pot od Baltika do Črnega morja in trgovska pot med Hazari in Germani.
Zaradi proskandinavske naravnanosti Zgodovine minulih let nekateri slovanski zgodovinarji zmanjšujejo vlogo Varjagov v ustanovitvi Kijevske Rusije, ker niso vsa slovanska plemena, na primer Drevljani, takoj na začetku priznala oblasti Kijeva.
Kijevski vladarji od Svjatoslava I. (vladal 945–972) dalje so imeli slovanska imena, vendar je njihova družina ostala še naprej skandinavska. Svjatoslav I. je dosegel velike vojaške uspehe: leta 965 je porazil Hazare in dokončno uničil njihovo cesarstvo, za njimi pa še Volške Bolgare, ki so bili hazarski vazali. 
V 9. stoletju so se začele težave z nomadskimi Pečenegi, ki so več kot dve stoletji vpadali na ozemlje Kijevske Rusije. Vpadi so občasno prerasli v prave vojne, kakršna je bila vojna Igorja I. leta 920, vmes pa so bila tudi obdobja zavezništva, na primer leta 943, ko so skupaj napadli Bizantinsko cesarstvo. Leta 968 so Pečenegi napadli in zatem oblegali Kijev. Pečenege je v vojnah proti vzhodnoslovanskim državam vedno odkrito podpiralo Bizantinsko cesarstvo.

## Zlata doba Kijeva
Kijevska regija je bila naslednjih dvesto let najpomembnejši del Kijevske Rusije. Mestu in okolici je vladal veliki knez, drugim mestom pa so vladali njegovi sorodniki, ki so mu bili podrejeni in so mu plačevali davek. Država je dosegla svoj višek med vladanjem kneza Vladimirja I. (vladal 980-1015) in Jaroslava Modrega (vladal 1019-1054). Oba vladarja sta nadaljevala s širjenjem države, ki ga je pred njima začel Oleg.
Vladimir je prišel na prestol po smrti svojega očeta Svjatoslava. Njegov najbolj znan dosežek je kristjanizacija Kijevske Rusije, ki se je začela leta 988. Letopisi trdijo, da je Vladimir, ko se je odločil da bo namesto slovanskega poganstva sprejel novo vero, v Evropo poslal nekaj svojih najbolj cenjenih svetovalcev in vojakov. Odposlanci so obiskali kristjane latinskega obreda, Jude in muslimane in nazadnje prišli v Konstantinopel. Islam so zavrnili, med drugim tudi zaradi prepovedi uživanja alkohola, judaizem zaradi njihovega boga, ki je dovolil, da je njegovo izbrano ljudstvo prikrajšano za svojo državo, rimskokatoliško obredje pa se jim je zdelo medlo. V Konstantinoplu so bili tako osupli nad lepoto stolnice Hagija Sofija in bizantinskim obredjem, da so se odločili zanj. Po vrnitvi v domovino so Vladimirja prepričali, da je vera bizantinskega obredja zanje najboljša izbira. Vladimir je zatem odpotoval v Konstantinopel in se tam poročil s princeso Ano, sestro bizantinskega cesarja Bazilija II.
Vladimirjeva izbira pravoslavnega krščanstva bi lahko bila tudi odraz njegovih tesnih osebnih vezi s Konstantinoplom, ki je gospodoval nad Črnim morjem in zato tudi nad Dneprom, ki je bil najvitalnejša kijevska trgovska pot. Privrženost pravoslavni cerkvi je imela daljnosežne politične, kulturne in verske posledice. Za potrebe slovanskih vernikov se je začela iz grščine prevajati cerkvena literatura, pisana v cirilici. Prevedena literatura je še pospešila širjenje krščanstva med vzhodnimi Slovani in jih seznanila z osnovami grške filozofije, znanosti in zgodovinopisja brez učenja grškega jezika. V srednjeveški zahodni in srednji Evropi je bilo stanje povsem drugačno, saj so se morali izobraženci najprej naučiti latinščine. Vzhodni Slovani so bili neodvisni od rimskih oblasti in načel latinskega nauka, zato so razvili svojo lastno literaturo in umetnost, ki sta se precej razlikovali od tistih v drugih vzhodnih pravoslavnih državah. Po Veliki shizmi leta 1054 je rusinska cerkev nekaj časa vzdrževala stike z Rimom in Konstantinoplom, potem pa se je skupaj z večino drugih vzhodnih Cerkva priključila vzhodnemu pravoslavju. 
Leta 1019 je kijevski prestol zasedel Jaroslav Modri, ki se je vse do leta 1036 boril s svojimi brati za oblast nad celotno državo. Podobno kot Vladimir se je trudil za izboljšanje odnosov z ostalo Evropo, predvsem z Bizantinskim cesarstvom. Jaroslavova vnukinja Eufrazija, hčerka njegovega sina Vsevoloda I. Kijevskega, je bila poročena s cesarjem Svetega rimskega cesarstva Henrikom III.. Jaroslav je pripravil tudi poroke svoje sestre in treh hčera s kralji Poljske, Francije, Ogrske in Norveške. Razglasil je prvi vzhodnoslovanski zakonik Ruska pravda, zgradil cerkvi svete Sofije v Kijevu in Novgorodu, podpiral lokalno duhovščino in meništvo in, tako pravijo, osnoval šolski sistem. Jaroslavovi sinovi so razvili slavni kijevski samostan Kijevsko-Pečerska lavra, ki je bil v Kijevski Rusiji nekakšna cerkvena akademija. 
V 11. in 12. stoletju so bili kijevski knezi in dvor mešanica skandinavskih in slovanskih elit. Vodilni vojaki in državni uradniki so za svoje usluge od velikih knezov dobivali denar in zemljiške posesti. Kijevska družba je imela zelo malo stanovskih organizacij in svobodnih mest, ki so bila značilna za zahodnoevropski fevdalizem. Mestni trgovci, umetniki in delavci so lahko uveljavljali svojo politično voljo v mestnem svetu (veče), ki so ga sestavljali vsi odrasli moški prebivalci. Na dnu družbene lestvice so bili sužnji. Pomemben družbeni razred so bili kmetje, ki so plačevali davke in imeli delovne obveznosti do svojih knezov, tlačanstva, ki je bilo značilno za Zahodno Evropo, pa v Kijevski Rusiji ni bilo. 

## Vzpon regionalnih središč
Kijevska Rusija ni bila sposobna vzdrževati položaja močne in cvetoče države, deloma zaradi združevanja pokrajin pod vodstvom lokalnega plemstva. Z naraščanjem števila prebivalcev so začeli lokalni interesi prevladovati nad interesi širše skupnosti. Začeli so se notranji spori in lokalni vladarji so za pomoč pogosto zaprosili tujce, predvsem Polovce, Poljake in Ogre. Od leta 1054 do 1224 je nastalo nič manj kot 64 večinoma enodnevnih kneževin, za katerih nasledstvo je kandidiralo 293 knezov, njihove zahteve pa so povzročile 83 državljanskih vojn.
Križarske vojne so povzročile preusmeritev evropskih trgovskih poti, kar je še pospešilo propadanje Kijevske Rusije. Leta 1204 so križarji v Četrti križarski vojni osvojili Konstantinopel in izrinili Dneprsko trgovsko pot na obrobje. Kijevska Rusija je začela razpadati na množico kneževin in več regionalnih središč: Černigov (današnji Černigiv), Galič, Novgorod, Perejaslav, Polack, Smolensk in Vladimir-Suzdal. Prebivalci teh regionalnih središč so se kasneje razvili v tri nacionalnosti: Ukrajince na jugovzhodu in jugozahodu, Beloruse na severozahodu in Ruse na severu in severovzhodu. 

### Novgorodska republika
Novgorodska republika ne severu Kijevske Rusije je uspevala predvsem zaradi obvladovanja trgovskih poti od Volge do Baltskega morja. S propadanjem Kijevske Rusije se je njena neodvisnost vedno bolj krepila. V Novgorodu je vladala lokalna oligarhija, glavne odločitve pa je sprejemal mestni svet. Mestni svet je tudi volil novgorodskega kneza, ki je bil obenem tudi poveljnik vojske. Novgorod je v 12. stoletju dobil svojega nadškofa, kar kaže na njegov pomen in politično neodvisnost. V svojih političnih in trgovskih dejavnostih je bil kot druge kneževine Kijevske Rusije podoben severnoevropskim mestom iz Hanzeatske lige, uspešne zveze, ki je od 13. do 17. stoletja obvladovala trgovino ob Baltiku.

### Severovzhod
Na severovzhodu Kijevske Rusije so Slovani kolonizirali ozemlje, na katerem je kasneje nastala Velika moskovska kneževina. Podjarmili so tam živeča finska plemena, ki so se nazadnje zlila z njimi. Najstarejše središče severovzhodne regije je bil Rostov, ki je izpodrinil Suzdal in nato Vladimir, ki je postal prestolnica Vladimiro-Suzdalske kneževine. Zaradi stalnih napadov nomadskih turških plemen na Kijev, se je od tam na severovzhod preselilo veliko število prebivalcev. Z upadanjem prebivalstva v južnih pokrajinah se je zato na sever preselilo tudi veliko bojarjev, plemičev in umetnikov, tako da je Vladimiro-Suzdalska kneževina postala glavna sila Kijevske Rusije. Vladimiro-suzdalski knez Andrej Bogoljubski je hotel združiti ozemlja pod svojo oblastjo, zato je leta 1169 napadel in izropal Kijev in na kijevski prestol posadil svojega mlajšega brata, sam pa se je vrnil v Suzdal. Politična moč se je v drugi polovici 12. stoletja začela umikati iz Kijeva. Leta 1299, na predvečer mongolskih pohodov proti zahodu, se je prestolnica Kijevske Rusije preselila iz Kijeva v Vladimir, ki je postal tudi versko središče severnih regij.

### Jugozahod
Na jugozahodu je kneževina Galič razvila trgovske zveze s sosednjo Poljsko, Ogrsko in Litvo in postala naslednik Kijevske Rusije. V zgodnjem 13. stoletju je knez Roman Mstislavič obe kneževini združil, osvojil Kijev in se oklical za velikega kneza Kijevske Rusije. Njegov sin Danilo (Danijel) Gališki (vladal 1238-1264) je bil prvi vladar Kijevske Rusije, ki je sprejel krono od rimskega papeža, vendar ni prekinil stikov s Konstantinoplom. V zgodnjem 14. stoletju je konstantinopelski patriarh Vzhodne pravoslavne cerkve podelil vladarjem Gališko-Volinske kneževine položaj metropolita, ker se je kijevski metropola preselila v Vladimir. Kmalu zatem so litovski vladarji zahtevali in dobili položaj metropole za Novagrudok, vendar je že v zgodnjem 15. stoletju novagrudoški metropoli zavladal metropolit Kijeva, Galiča in vseh Rusinov.
Gališko-Volinska kneževina se je zatem dolgo, vendar neuspešno, spopadala z Mongoli, načenjali pa so jo tudi notranji spori in vmešavanje tujcev. Ko je sredi 14. stoletja izumrla Mstislavova veja Rurikove rodbine, je Gališko-Volinska kneževina ugasnila. Galič je zasedla Poljska, Volinijo s Kijevom pa Litva in leta 1321 se je vladanje Rurikov končalo. Litovski vladarji so nato kneževino preimenovali v Rutenijo. 

## Vzroki za propadanje in padec
Propad Kijevske Rusije je povzročil splet več vzrokov. 
Prvi pomembni vzrok je bila že omenjena rast moči regionalnih središč. V kneževini je vladal neobičajen sistem prenosa oblasti, ki se ni prenašala z očeta na sina, pač pa na najstarejšega člana vladajoče dinastije. V večini primerov je bil to vladarjev najstarejši brat. Takšen sistem je povzročal stalno sovraštvo in rivalstvo znotraj vladarske družine, ki se je pogosto končalo z brutalnimi uboji sorodnikov. 
Veliko vlogo je imelo tudi upadanje moči Bizantinskega cesarstva, ki je bilo glavni trgovski partner Kijevske Rusije. Trgovska pot od Varjagov do Grkov, po kateri je potovalo blago od Črnega morja, ki je bilo v glavnem v bizantinski posesti, preko Vzhodne Evrope do Baltika, je bila osnova kijevskega bogastva in razcveta. Ko so se v Bizantinskem cesarstvu začeli nemiri, so dobave blaga postale neredne, dobički so skopneli in Kijev je izgubil svojo privlačnost. Druge trgovske poti, ki so tudi šle skozi Kijev, so bile gospodarsko mnogo manj pomembne. Druga glavna trgovska pot, ki je potekala po Volgi, je bila preveč daleč proti vzhodu in severu in je zato bolj pripomogla k vzponu Moskve.  
Prenos pravoslavnega metropolitskega sedeža iz Kijeva v Vladimir je močno spodkopala avtoriteto Kijeva, brutalna in tragična invazija Mongolov pa je pokopala vsako upanje po ponovnem vzponu.

## Dediščina
Kijevska Rusija je bila v primerjavi z zahodno Evropo redko naseljena, bila pa je največja takratna država in tudi kulturno najnaprednejša. Pismenost v Kijevu, Novgorodu in drugih velikih mestih je bila velika. Dokumenti, pisani na brezovi skorji dokazujejo, da so pisali tudi ljubezenska pisma in celo listke za plonkanje v šoli. Novgorod je imel kanalizacijo in z lesom tlakovane ulice, kar je bilo v tistih časih prava redkost. Zakonik Ruska pravda je omejil kaznovanje kriminalnih dejanj večinoma na izrekanje denarnih kazni. Smrtna kazen se na splošno ni izrekala. Ženske so imele nekaj neodtujljivih pravic, na primer pravico do lastnine in pravico do dedovanja.
Gospodarski razvoj Kijevske Rusije se kaže tudi v številu prebivalcev. V Kijevu je okrog leta 1200 živelo približno 50.000 prebivalcev, v Novgorodu in Černigovu pa okrog 30.000. Konstantinopel je imel okrog leta 1180 približno 400.000 prebivalcev.  Mihail Tihomirov je izračunal, da je imela Kijevska Rus tik pred mongolsko invazijo okrog 300 mestnih središč.
Ruriki so bili rodbina z najboljšimi družinskimi zvezami v Evropi in so zato imeli velik vpliv v evropski politiki. Jaroslav I. Modri, čigar mačeha je bila iz bizantinske vladarske hiše, je bil poročen z Ingegärd Olofsdotter, edino zakonsko hčerko švedskega kralja Olafa Skötkonunga, ki je pokristjanil Švedsko. Njegove hčerke so postale kraljice Ogrske, Francije in Norveške, sinovi pa so bili poročeni s hčerkami poljskega kralja, bizantinskega cesarja in celo s papeževo nečakinjo. Njegovi vnukinji sta bili nemška cesarica in, po eni od teorij, škotska kraljica. Vnuk je bil poročen z edinko zadnjega anglosaškega kralja Anglije.
Kijevska Rusija je zapustila bogato dediščino. Vladarji iz Rurikove rodbine so združili ogromno ozemlje, poseljeno z Vzhodnimi Slovani, v pomembno, čeprav nestabilno državo. Potem, ko je država sprejela vzhodno pravoslavno vero, je prišlo do bizantinsko-slovanske sinteze v kulturi, umetnosti in državni upravi.
Na zahodnem robu države je kot dediščina Kijevske Rusije še dve stoletji živela Gališko-Volinska kneževina. Njeno ozemlje je skupaj z ozemljem današnje Ukrajine in Belorusije kasneje pripadlo Gediminovičem (litovsko Gediminaičių), vladarjem močne, pretežno slovanizirane Velike litovske kneževine, ki se je naslanjala na slovansko kulturno in pravno tradicijo. 
Glede na to, da je bilo gospodarsko in kulturno jedro Kijevske Rusije v današnji Ukrajini, jo imajo sodobni zgodovinarji za predhodnico sodobne ukrajinske države, ukrajinski jezik pa za naslednika pogovornega jezika Kijevske Rusije.
Na severovzhodnem robu Kijevske Rusije je njeno izročilo prevzela Vladimiro-Suzdalska kneževina, ki se je postopoma preusmerila proti Moskvi. Na skrajnem severu sta nastali fevdalni republiki Novgorod in Pskov, ki sta imeli ločeni in manj avtokratski različici ruske zakonodaje in sta živeli vse do 16. stoletja, ko sta postali del Velike moskovske kneževine.

### Sodobne interpretacije
Med vzhodnoevropskimi državami je danes vprašanje kateri naciji pripada Kijevska Rusija kontroverzno. Ukrajinski, Beloruski in Ruski zgodovinarji Kijevsko Rusijo obravnavajo kot osnovo svoje zgodovine, zato se med njimi sprožajo polemike kdo je naslednik Kijevske Rusije.
Ruski zgodovinarji in vladarji skušajo Rusijo proglasiti za naslednico Kijevske Rusije že od 15. stoletja, ko so knezi Moskovske velike kneževine začeli zavzemati ozemlja nekdanje Kijevske kneževine in hoteli svojo oblast upravičiti z domnevno povezavo s starodavnimi vladarji (latinsko Translatio imperii) ter poimenovanja samih sebe za Ruse (pred tem je bilo v uporabi ime Moskoviti).
Ruski zgodovinarji pod vplivom pravne šole 19. stoletja nasledstvo v Rusiji dokazujejo s trditvami, da naj bi bili sodobni Rusi bili edini vzhodnoslovanski narod, ki je ustanovil lastno državo in naj bi prek Moskovske velike kneževine in Ruskega carstva imeli najboljšo kontinuiteto in največjo moč. Ruski zgodovinar Mihail Pogodin je šel še dlje in trdil tudi, da so Rusi tudi etnično gledano dediči Kijevske Rusije, saj se je po njegovi teoriji po razpadu države večina prebivalstva preselila iz juga proti severovzhodu. Čeprav je ta teorija bila ovržena že dolgo nazaj, jo še vedno promivirajo mnogi ruski in tuji zgodovinarji.
V 19. stoletju je s prebujanjem nacionalne zavesti Ukrajincev začelo rasti negodovanje z ruskim monopoliziranjem »slave Kijeva«. Leta 1906 je zgodovinar Mihajlo Gruševski predstavil najpomembnejši argument proti ruskemu prisvajanju dediščine, da naj bi državo definirale skupne izkušnje skupine ljudi, ki živi na območju svojih prednikov. Zato je trdil, da za Ukrajince, ki še vedno živijo na glavnem teritoriju Kijevske Rusije, ta predstavlja najpomembnejši del v zgodovini Ukrajine. Po teoriji Gruševskega so ruski poskusi, da bi Kijev prikazali kot osrednji del svoje preteklosti, poskus zmanjševanja pomembnosti prednikov Ukrajincev, hkrati pa Ruse z umetno zgodovino usmerja na napačno pot pri iskanju njihove zgodovine. Gruševski je predlagal, da je največji del dediščine Kijevske Rusije naprej prenesela Gališko-volinska kneževina, kasneje pa Velika litovska kneževina z močnimi ukrajinskimi in beloruskimi elementi, ne pa oddaljene kneževine v Rostovu, Sudžalu, Vladimiru, Tveru in Moskvi. Moskvo je primerjal z Galijo (Francijo), nekdanjo provinco Rimskega cesarstva, ki si je iz njega izposodila velik del kulture in pravnega sistema, kar pa še ne pomeni, da je Francija naslednica Rima. Razvoj Moskovske kneževine je pripisal geografskim, političnim in etničnim razmeram severovzhoda.
V času Sovjetske zveze so zgodovinarji glede dediščine Kijevske Rusije pristopali s kompromisom, da so jo ustvarili vsi trije vzhodnoslovanski narodi oz. so bili njeni prebivalci njihovi skupni predniki. Sovjetski zgodovinarji so poudarjali monotonost in uniformnost kulture, jezika, navad, ekonomije in politike »staroruskih ljudi«. Ta pogled so poudarjali z namenom, da bi preprečili »vdor buržuazijsko-nacionalističnih« zgodovinarjev in onemogočili samo idejo, da so v Sovjetski zvezi kake razliki med deli države. Teorija etnične in kulturne monotonije Kijevske Rusije je projekcija načrtovanih homogenih »Sovjetov« v preteklost. Teorije sovjetskih zgodovinarjev utemeljujejo tudi z argumentom, da so se vse tri vzhodnoslovanski narodi izoblikovali šele po razpadu Kijevske Rusije.
Rusija je svojo domnevno dediščino Kijevske Rusije skozi zgodovino večkrat izrabljala za upravičevanje svoje ekspanzije, saj jim naj bi ta podeljevala »pravico« »zbrati ruska ozemlja« in ustanoviti skupno državo vzhodnih Slovanov, kateri naj bi bili vsi Rusi. Podobni zgodovinski argumenti so bili uporabljeni ob npr. delitvah Poljske, priključitvi Galicije in Sovjetski invaziji na Poljsko ter pri potekajoči Rusko-ukrajinski vojni. O domnevni »enotnosti« Rusov in Ukrajincev je 21. februarja 2022 pred napadom na Ukrajince govoril ruski predsednik Vladimir Putin in jo skušal uporabiti kot upravičitev za invazijo. Podobne ideje je širil v svojem eseju O zgodovinski enotnosti Rusov in Ukrajincev.

## Upravne enote (11. stoletje)
- Novgorodsko ozemlje, zaveznik Kijevske Rusije, od leta 1336 republika
- Rostovsko-Suzdalska kneževina, kasneje Vladimiro-Suzdalska kneževina
- Polocka kneževina, separatistično ozemlje pod delno suverenostjo Kijevske Rusije
- Smolenska kneževina, od 1054
- Perejaslavska kneževina
- Volinska kneževina
- Kijevska kneževina
  - Gališka kneževina, pod suverenostjo Kijeva
  - Turovo-Pinska kneževina, pod suverenostjo Kijeva
- Černigivska (Černigovska) kneževina
  - Rjazanska kneževina, pod suverenostjo Černigiva
  - Novgorodo-Siverska kneževina, pod suverenostjo Černigiva
- Tmutorokan
- Bela veža (Sarkel), od leta 965 do 12. Stoletja
- južna odvisna ozemlja (Cjurupinsk, Novi Galič, Peresečen)